# Seyhan Müzik
Seyhan Müzik ist ein 1987 in der Türkei gegründetes Produktions- und Vertriebsunternehmen der dortigen Musikindustrie und wird von Bülent Seyhan und Fuat Seyhan von Istanbul aus geführt. Ihm angegliedert sind diverse Sublabels wie beispielsweise die Seyhan Müzik Prod., Seyhan Müzik Prodüksiyon İnş. San. Ve Tic. Ltd. Şti., Seyhan Müzik Yapım, Seyhan Müzik Yapım Reklamcılık Bilgisayar Yayıncılık Ve Ticaret Ltd. Şti. und SM Gold. Des Weiteren betätigt sich das Label zum einen am digitalen Musikmarkt in der Türkei, zum anderen am internationalen Download- und Streaminggeschäft.

## Musikschaffende
Yıldız Kaplan, Demet Akalın, Ebru Destan, Ceylan Avcı, Coşkun Sabah, Tamer Ülker, Aynur Aydın, Adnan Şenses, Alişan, Asuman Krause, Azer Bülbül, Barış Akarsu, Berksan, Betül Demir, Burcu Güneş, Bendeniz, Cem Adrian, Cihan Yıldız, Davut Güloğlu, Deniz Seki, Ebru Polat, Ekin, Emrah Erdoğan, Erdem Kınay, Ferhat Göçer, Gökhan Özen, Gülay, Gülben Ergen, Hadise, Harun Kolçak, Hülya Avşar, Işın Karaca, İbrahim Tatlıses, Kader, Kendi, Kubat, Mami, Merve Özbey, Mustafa Sandal, Müslüm Gürses, Nadide Sultan, Özgün, Petek Dinçöz, Reyhan Karaca, Seda Sayan, Semih Saygıner, Sezen Aksu, Sibel Tüzün, Suavi, Ulaş, Yalın, Yaşar, Yavuz Bingöl, Yeşim Salkım, Yetkin, Yıldız Tilbe, Yılmaz Erdoğan, Zen